# Anemone hupehensis
Espèce
Anemone hupehensis, Anémone du Japon, est une espèce de plantes ornementales de la famille des Renonculacées.
C'est une plante indigène en Asie. L'épithète spécifique hupehensis signifie « de la province de Hupeh (Hupei, Hubei), Chine » et fait référence à une région où l'espèce est connue. En chinois, on l'appelle dǎ pò wǎn huā huā (打破碗花花),r : « fleur de bol cassé ».

Exemples d'Anémones du Japon au bosquet de l'Encelade à Versailles.
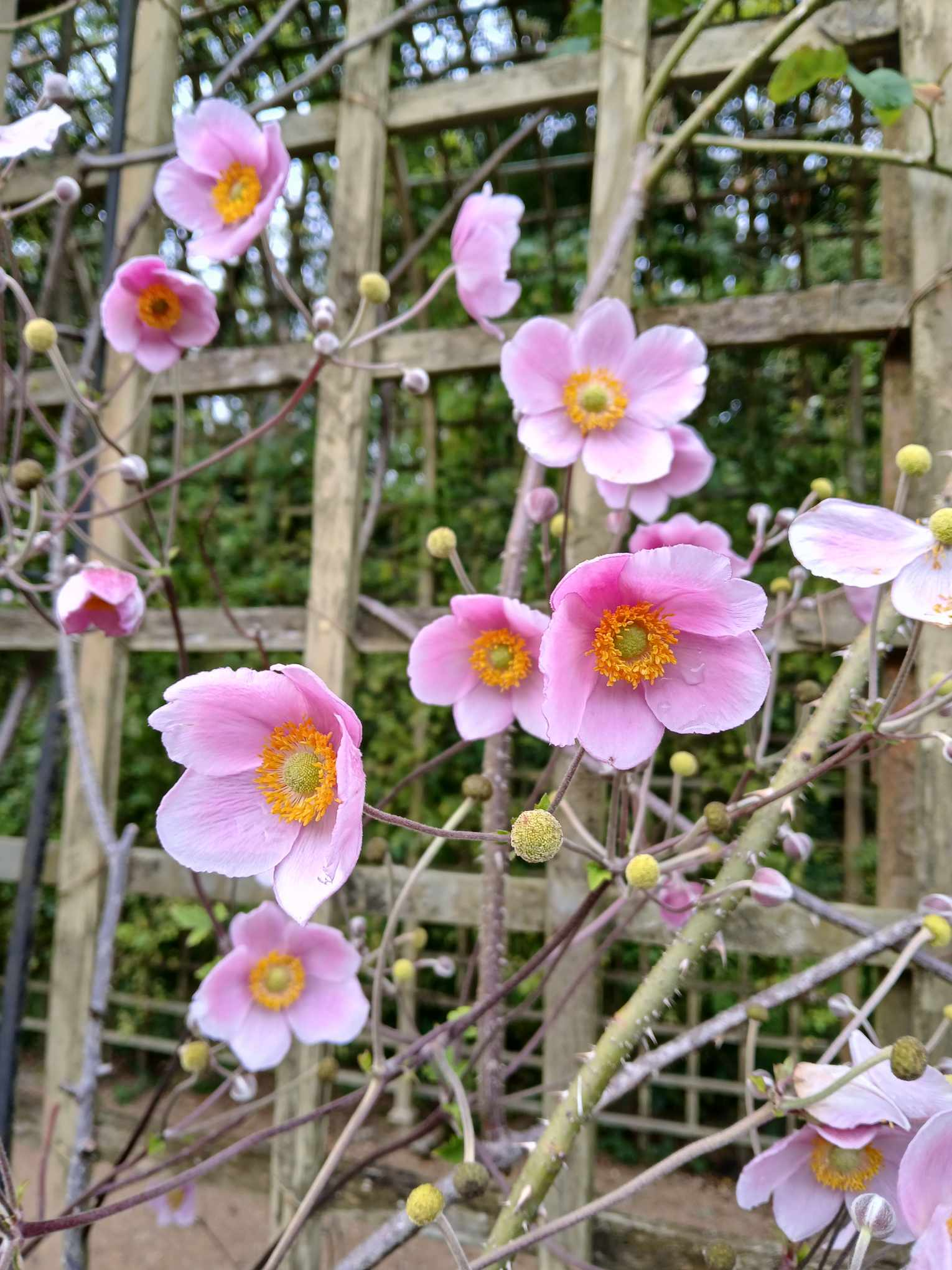
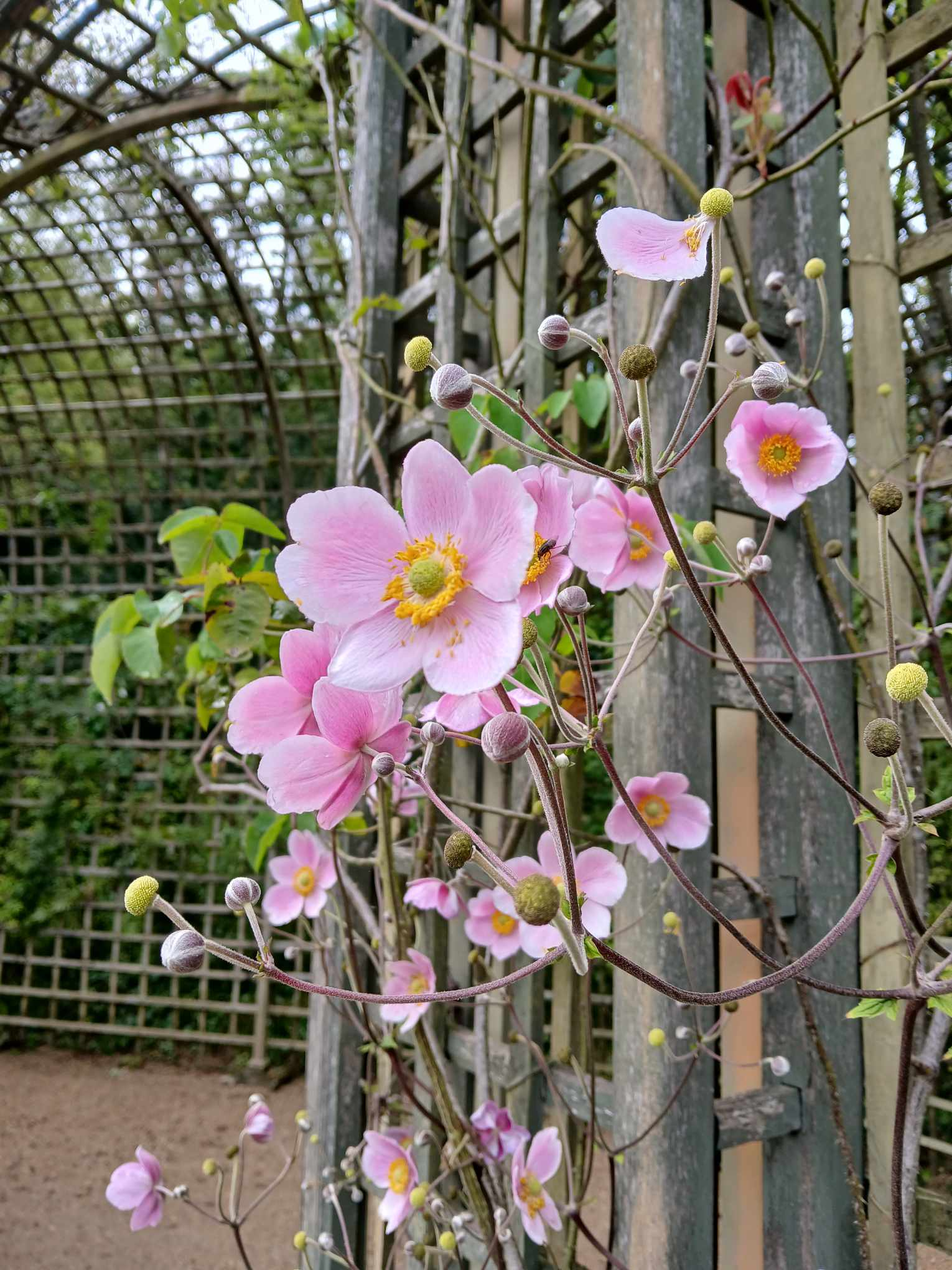

## Synonymes
- Eriocapitella hupehensis (Lemoine) Christenh. & Byng, 2018
- Anemone japonica var. hupehensis Lemoine, 1908 (Espèce CD_NOM = 143542)

## Liste des variétés et non-classés
Selon BioLib (15 octobre 2017) :
- Anemone hupehensis var. japonica (Thunb.) Bowles & Stearn
- non-classé Anemone hupehensis 'Pink Saucer'

Selon Tropicos (15 octobre 2017) (Attention liste brute contenant possiblement des synonymes) :
- Anemone hupehensis var. hupehensis
- Anemone hupehensis var. japonica (Thunb.) Bowles & Stearn
- Anemone hupehensis var. simplicifolia W.T. Wang